# Mansat-la-Courrière
Mansat-la-Courrière är en kommun i departementet Creuse i regionen Nouvelle-Aquitaine i de centrala delarna av Frankrike. Kommunen ligger i kantonen Bourganeuf som tillhör arrondissementet Guéret. År 2022 hade Mansat-la-Courrière 68 invånare.

## Befolkningsutveckling
Antalet invånare i kommunen Mansat-la-Courrière
Referens:INSEE